# Шатківниця

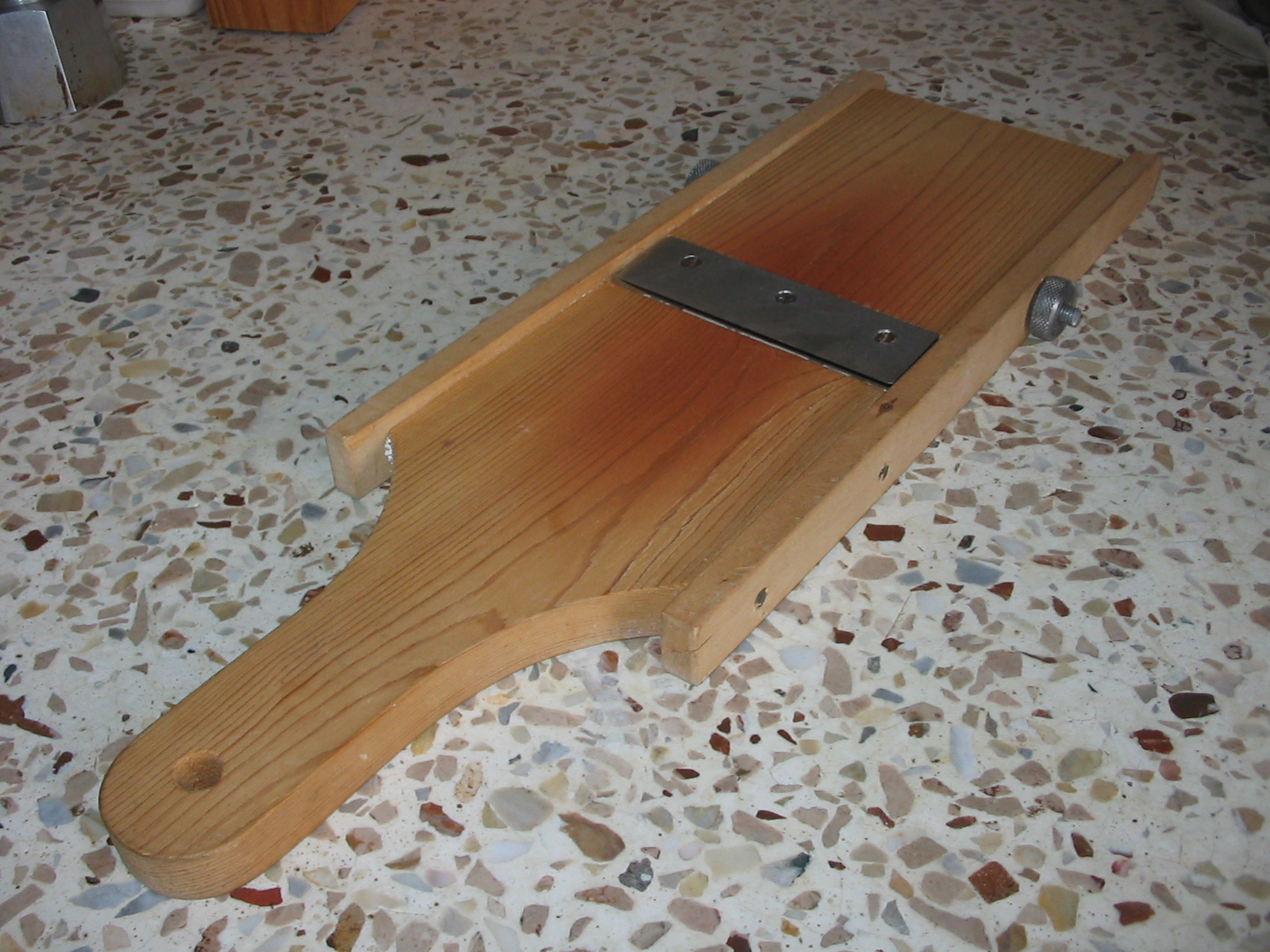
Шатківниця мала

Шатківни́ця , також січкавни́ця, сікавни́ця — інструмент для шаткування (нарізання тонкими скибками) овочів і фруктів, зокрема капусти для квашення.
Виготовляється з дерева, металу тощо. Складається зі столу, на якому закріплені під певним кутом нерухомі ножі з легованої сталі. У напрямних пазах по столу рухається прямокутний контейнер, в який поміщають харчові продукти для шаткування.
Малі шатківниці виготовляють без напрямного контейнера. Нарізання відбувається за допомогою поступальних рухів вручну.